# Unešić
Unešić és un poble de Croàcia situat al comtat de Šibenik-Knin, a Dalmàcia. El 2011 tenia 1.686 habitants.